# Scott McMann
Scott McMann (9 luglio 1996) è un calciatore scozzese, difensore dell'Ayr Utd.

## Carriera

### Club
Ha giocato nella prima divisione scozzese.

### Nazionale
Ha giocato nelle nazionali giovanili scozzesi Under-16 ed Under-17.

## Statistiche

### Presenze e reti nei club
Statistiche aggiornate al 24 maggio 2023.
| Stagione                   | Squadra                    | Campionato                 | Campionato | Campionato | Coppe nazionali | Coppe nazionali | Coppe nazionali | Coppe continentali | Coppe continentali | Coppe continentali | Altre coppe | Altre coppe | Altre coppe | Totale | Totale |
| Stagione                   | Squadra                    | Comp                       | Pres       | Reti       | Comp            | Pres            | Reti            | Comp               | Pres               | Reti               | Comp        | Pres        | Reti        | Pres   | Reti   |
| -------------------------- | -------------------------- | -------------------------- | ---------- | ---------- | --------------- | --------------- | --------------- | ------------------ | ------------------ | ------------------ | ----------- | ----------- | ----------- | ------ | ------ |
| 2012-2013                  | Hamilton Academical        | SFD                        | 1          | 0          | CS+CdL          | 0               | 0               | -                  | -                  | -                  | SCC         | 0           | 0           | 1      | 0      |
| 2013-2014                  | Hamilton Academical        | SC                         | 0          | 0          | CS+CdL          | 0               | 0               | -                  | -                  | -                  | SCC         | 0           | 0           | 0      | 0      |
| 2014-2015                  | Hamilton Academical        | SP                         | 1          | 0          | CS+CdL          | 0               | 0               | -                  | -                  | -                  | -           | -           | -           | 1      | 0      |
| 2015-gen. 2016             | Hamilton Academical        | SP                         | 0          | 0          | CS+CdL          | 0               | 0               | -                  | -                  | -                  | -           | -           | -           | 0      | 0      |
| gen.-giu. 2016             | Clyde                      | SL2                        | 6+3        | 0          | -               | -               | -               | -                  | -                  | -                  | -           | -           | -           | 9      | 0      |
| 2016-2017                  | Hamilton Academical        | SP                         | 23+2       | 0          | CS+CdL          | 4+2             | 0               | -                  | -                  | -                  | -           | -           | -           | 31     | 0      |
| 2017-2018                  | Hamilton Academical        | SP                         | 34         | 0          | CS+CdL          | 1+4             | 0               | -                  | -                  | -                  | -           | -           | -           | 39     | 0      |
| 2018-2019                  | Hamilton Academical        | SP                         | 28         | 0          | CS+CdL          | 1+4             | 0               | -                  | -                  | -                  | -           | -           | -           | 33     | 0      |
| 2019-2020                  | Hamilton Academical        | SP                         | 27         | 0          | CS+CdL          | 2+5             | 1+1             | -                  | -                  | -                  | -           | -           | -           | 34     | 2      |
| 2020-2021                  | Hamilton Academical        | SP                         | 36         | 1          | CS+CdL          | 1+3             | 0+1             | -                  | -                  | -                  | -           | -           | -           | 40     | 2      |
| lug.-ago. 2021             | Hamilton Academical        | SC                         | 4          | 0          | CS+CdL          | 0               | 0               | -                  | -                  | -                  | SCC         | 0           | 0           | 4      | 0      |
| Totale Hamilton Academical | Totale Hamilton Academical | Totale Hamilton Academical | 154+2      | 1          |                 | 27              | 3               |                    | -                  | -                  |             | 0           | 0           | 183    | 4      |
| ago. 2021-2022             | Dundee Utd                 | SP                         | 29         | 0          | CS+CdL          | 2+1             | 0               | -                  | -                  | -                  | -           | -           | -           | 32     | 0      |
| 2022-2023                  | Dundee Utd                 | SP                         | 30         | 0          | CS+CdL          | 1+1             | 0               | UECL               | 1                  | 0                  | -           | -           | -           | 33     | 0      |
| Totale Dundee Utd          | Totale Dundee Utd          | Totale Dundee Utd          | 59         | 0          |                 | 5               | 0               |                    | 1                  | 0                  |             | -           | -           | 65     | 0      |
| Totale carriera            | Totale carriera            | Totale carriera            | 224        | 1          |                 | 32              | 3               |                    | 1                  | 0                  |             | 0           | 0           | 257    | 4      |

## Palmarès

### Club

#### Competizioni nazionali
- Scottish Championship: 1

Dundee United: 2023-2024